# Stadion Wilmersdorf
Das Stadion Wilmersdorf ist ein Fußballstadion mit Leichtathletikanlage im Berliner Ortsteil Schmargendorf. Die Sportstätte wurde zwischen 1948 und 1951 erbaut und bietet gegenwärtig 4000 Zuschauern Platz. Es wird hauptsächlich für Fußball, American Football und Leichtathletik genutzt. 

## Lage und Ausstattung
Die Anlage befindet sich im Norden Schmargendorfs auf einem Sportflächenareal auf dem sich auch das Horst-Dohm-Eisstadion, das Sommerbad Wilmersdorf, das Stadtbad Wilmersdorf II, der Sportplatz Forckenbeckstraße, die Horst-Käsler-Sporthalle, die Werner-Ruhemann-Sporthalle, die Harald-Mellerowicz-Sporthalle und der Tennis-Club Wilmersdorf befinden. Dieses Gebiet wird durch die Stadtautobahn, die Forckenbeckstraße, die Cunostraße und die Fritz-Wildung-Straße (ehemals: Lochowdamm) begrenzt. Die nächstgelegenen Schnellbahnhöfe sind der S-Bahnhof Hohenzollerndamm und der S- und U-Bahnhof Heidelberger Platz.
Der Namensgeber für das Stadion und weitere Einrichtungen auf dem Gelände war der bis 2000 bestehende Bezirk Wilmersdorf, der heute Teil des Bezirks Charlottenburg-Wilmersdorf ist.
Neben dem eigentlichen Hauptstadion befinden sich auf dem Gelände noch drei Großspielfelder und ein Kleinfeld jeweils mit Kunstrasenbelag. Das Hauptstadion besitzt neben dem Fußballfeld eine 400-Meter-Rundlaufbahn und mehrere Leichtathletikanlagen. 

## Geschichte
Die Geschichte der Sportanlage hat ihren Ursprung im Jahr 1909, als der BTuFC Britannia 1892 neben dem damaligen Berliner Gaswerk V an der Forckenbeckstraße den Britannia-Sportplatz anlegte. Der BTuFC Britannia wurde 1914 in „Berliner SV 92“ umbenannt. Nachdem das Gaswerk bis 1934 stillgelegt und abgerissen worden war, ließ die Wilmersdorfer Bezirksverwaltung auf dem freigewordenen Gelände eine ausgedehnte Sportanlage errichten, unter anderem mit dem Stadion am Lochowdamm. Hier fanden während der Olympischen Spiele 1936 Feldhandballspiele statt.

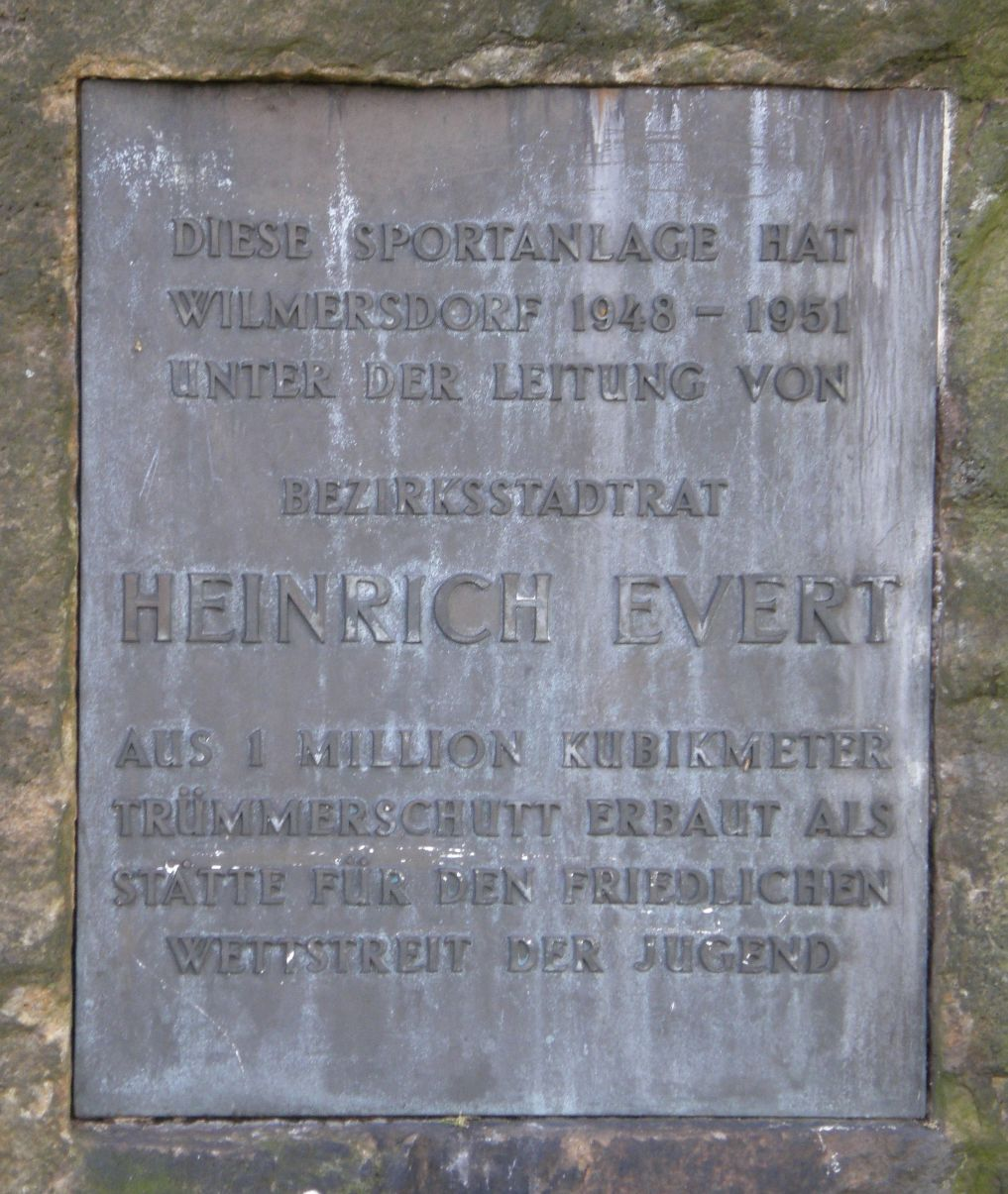
Gedenktafel für Heinrich Evert am Rand des Stadions

Die gesamte Anlage wurde im Zweiten Weltkrieg stark zerstört. 1945 wurde das Areal in Schrebergärten aufgeteilt und die Pächter konnten die Ernährung mit eigenem Gemüse und Obst aufbessern. Die Gärten wurden 1947 geräumt, um dort Trümmerschutt aus dem Bezirk Wilmersdorf ablagern zu können. Mittels einer Trümmerbahn und dem Einsatz von Fuhrwerken sorgten bis zu 300 Menschen im Rahmen der in der Nachkriegszeit üblichen Notstandsarbeiten für die geordnete Deponierung von insgesamt 1,1 Millionen Kubikmeter Trümmerschutt, die Herrichtung einer kleinen Tribüne und die anschließende Bepflanzung der Aufschüttungen. Bei der offiziellen Einweihung des neuen Sportgeländes am 5. Mai 1951 durch den Regierenden Bürgermeister von Berlin, Ernst Reuter, erhielt es den Namen Stadion Wilmersdorf, bezugnehmend auf den damaligen Berliner Bezirk Wilmersdorf, in dem das Stadion lag. Das damalige Fassungsvermögen betrug 50.000 Zuschauer.
Seine sportlich bedeutendste Zeit erlebte das Stadion in der Saison 1953/54, als der Berliner SV 92 Meister der Vertragsliga Berlin wurde und bei seinen Heimspielen im Schnitt mehr als 6000 Zuschauer anzog. Seit 1974 ist das Stadion vom Ortsteil Wilmersdorf aus über die Fußgängerbrücke Hoher Bogen erreichbar, die sowohl die Ringbahn als auch die Stadtautobahn überbrückt.

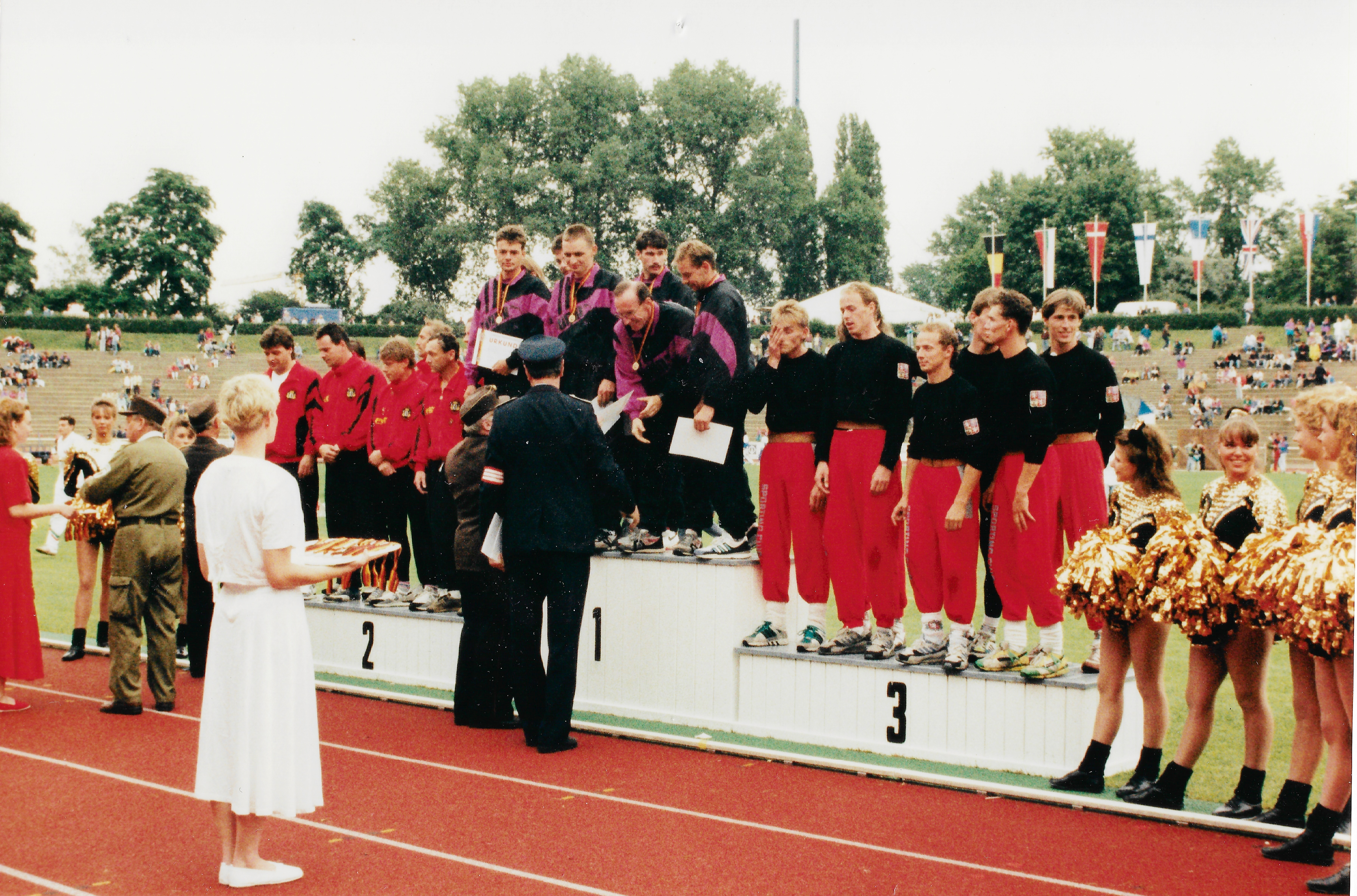
Siegerehrung Feuerwehr-Olympiade 1993 Disziplin Löschangriff Freiwillige Feuerwehren: von links Berlin, Beselich-Obertiefenbach und Tschechische Republik

Das Fassungsvermögen des Stadions erwies sich auf Dauer als überdimensioniert. So liegt selbst der Zuschauerrekord vom 10. März 1951, als 19.500 Schaulustige die Partie Berliner SV 92 gegen Tennis Borussia Berlin verfolgen wollten, weit unter der Kapazität. Daher wurde 1984 auf dem Tribünenwall der Nordkurve ein Weinberg angelegt, auf dem die Wilmersdorfer Rheingauperle gedeiht. 1991 erhielt das Stadion eine Kunststoffbahn und eine neue Haupttribüne, die teilweise unter dem herauskragenden Dach der Horst-Käsler-Halle liegt.
Vom 11. bis 17. Juli 1993 wurden im Wilmersdorfer Stadion die X. Internationalen Feuerwehrwettkämpfe des Weltfeuerwehrverbandes CTIF (Feuerwehrolympiade) durchgeführt. Zum Programm der alle vier Jahre stattfindenden Weltmeisterschaften gehörten traditionelle internationale Feuerwehrwettbewerbe, internationale Feuerwehrsportwettkämpfe und internationale Jugendfeuerwehrwettbewerbe.
Im Rahmen einer erneuten Renovierung wurde 2005 auch auf der Gegengeraden in der Mitte des alten Tribünenwalls eine neue Tribüne angelegt. Die restlichen ehemaligen Tribünen wurden renaturiert.